# مفرق نجران الأمني (وادي الدواسر)
مفرق نجران الأمني، هي قرية من فئة (ب) تقع في محافظة وادي الدواسر، والتابعة لمنطقة الرياض في السعودية. وتبعد مفرق نجران الأمني عن محافظة وادي الدواسر بمسافة تقارب () كم.